# Plagiotomidae
Plagiotomida
Ordre
Famille
Les Plagiotomidae, uniques représentants de l’ordre des Plagiotomida, sont une famille de Ciliés de la classe des Heterotrichea.

## Étymologie
Le nom de la famille vient du genre type Plagiotoma, dérivé du grec πλαγι / plagi, « oblique, transversal », et στομα / stoma, bouche, littéralement « bouche oblique », en référence à la position du pharynx de cet organisme.

## Description
Dujardin en 1841 décrit ainsi Plagiotoma : 

« (Son) corps (est) blanc, demi-transparent avec des corpuscules anguleux dans l'intérieur. — Long de 0,16 à 0,2d. Je trouvai abondamment cet infusoire vivant dans les Lombrics de mon jardin, à Paris, pendant tout le mois de février 1839. Il montrait douze à treize rangées longitudinales de longs cils ondulants; les cils de son bord antérieur très nombreux ondulaient avec régularité, de manière à former sur toute la longueur, depuis le milieu du corps jusqu'à l'extrémité antérieure, huit à neuf groupes apparents ou faisceaux plus sombres, comme des dents de crémaillère qui se seraient mues de bas en haut, d'un mouvement uniforme assez lent : c'était un effet d'optique, un résultat de la juxtaposition momentanée des cils qui, s'infléchissant les uns après les autres [...] Au milieu du corps de cet Infusoire on observe souvent des noyaux anguleux irréguliers, dont le nombre peut aller jusqu'à quinze et qui agissent sur la lumière comme plus réfringents que la substance environnante, ou comme les corps que M. Ehrenberg a nommés testicules. Avec eux ou séparément se voient aussi des vacuoles irrégulières qui agissent sur la lumière d'une manière tout opposée. »

## Distribution
Dujardin en 1841 déclare à propose de Plagiotoma « Gleichen découvrit, en 1776, cet Infusoire dans les Lombrics vivants, mais non dans l'intestin comme on l'a dit ; car c'est toujours entre l'intestin et la couche musculaire externe que vivent les divers Infusoires parasites des Lombrics. »

## Liste des genres
Selon GBIF (8 février 2023) :
- Leucophra
- Plagiotoma Dujardin, 1841[1]
  - Espèce type : Plagiotoma lumbrici (Schrank, 1803) Dujardin, 1841
  - Synonyme : Leucophra lumbrici Schrank, 1803
    - Basionyme de : Anoplophrya lumbrici (Schrank, 1803) Stein, 1860

## Systématique
Le nom valide de cette famille est Plagiotomidae Bütschli, 1887, celui de l'ordre est Plagiotomida Albaret, 1974.